# صليب أوشفيتز

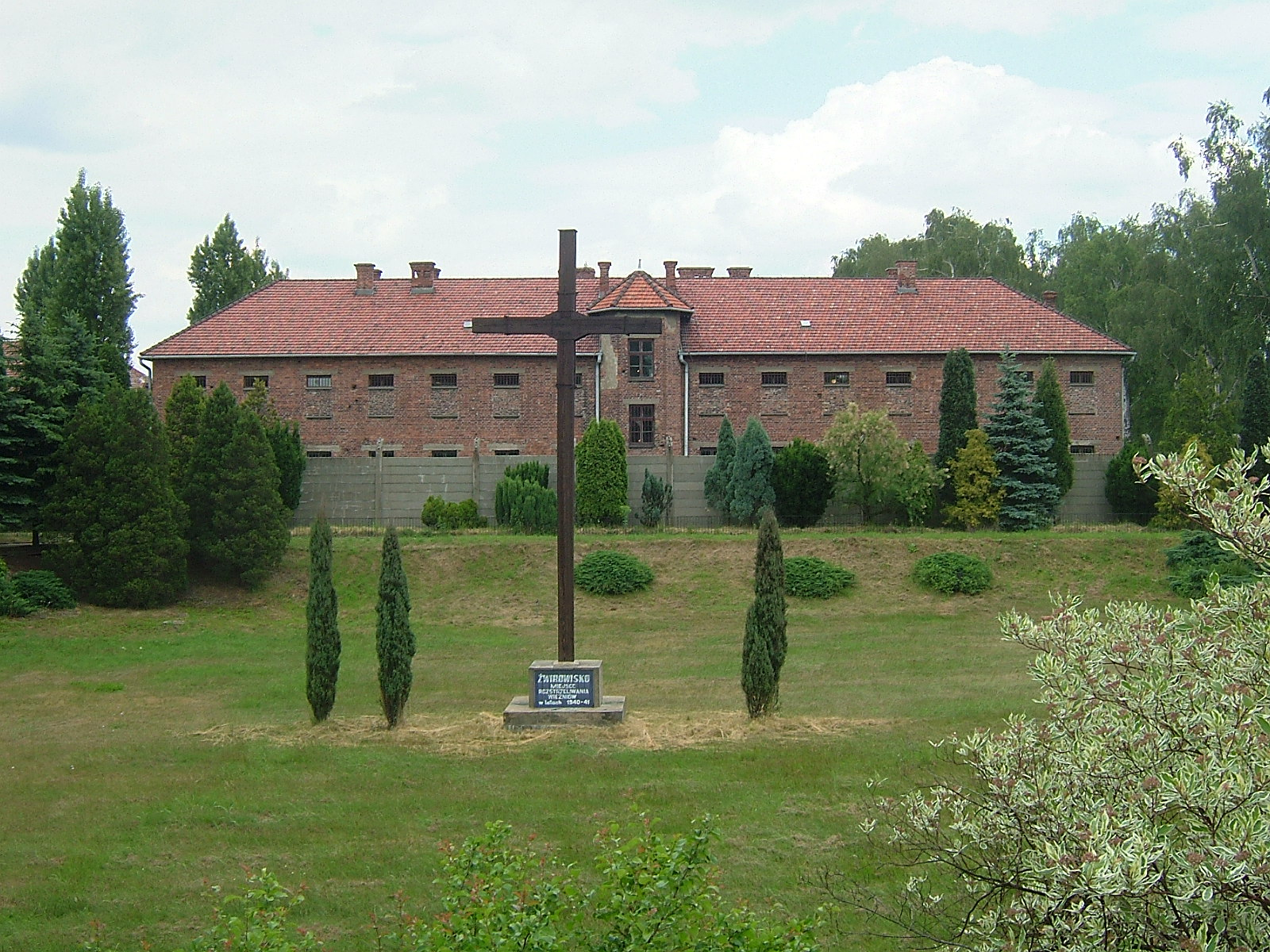
صليب أوشفيتز

صليب أوشفيتز هو صليب مسيحي أقيم بالقرب من معسكر اعتقال أوشفيتز. حيث افتتحت الراهبات من الرهبنة الكرملية ديرًا بالقرب من أوشفيتز في عام 1984. ودعا إدجار برونفمان، رئيس المؤتمر اليهودي العالمي إلى إزالة الدير. كما طالبت بيانات علنية من ثيو كلاين، رئيس مجلس اليهود في فرنسا، والناشط اليهودي سيرج كلارسفيلد وجيرهارد ريغنر ممثل المؤتمر اليهودي العالمي، بإزالة الدير. كما احتج الفرع الأمريكي للمؤتمر اليهودي العالمي وتماهى مع صريحات رئيسه وولف كيلمان وممثل الفصيل الأرثوذكسي زفي زاخيم. وافق ممثلو الكنيسة الكاثوليكية على ذلك في عام 1987. بعد عام واحد أقام الكرمليون صليب كبير لإحياء ذكرى قداس البابا يوحنا بولس الثاني عام 1979 على أرض معسكر الإبادة في أوشفيتز لنحو 500,000 شخص. وأمرت الكنيسة الكاثوليكية بأن يترك الكرمليون الموقع بحلول عام 1989، لكنهم ظلوا حتى عام 1993؛ ومع ذلك لم يتم إزالة الصليب.